# Panchgachhi
Panchgachhi (en népalais : पाँचगाछी) est un comité de développement villageois du Népal situé dans le district de Jhapa. Au recensement de 2011, il comptait 10 816 habitants.